# Ministerio de Marina (España)

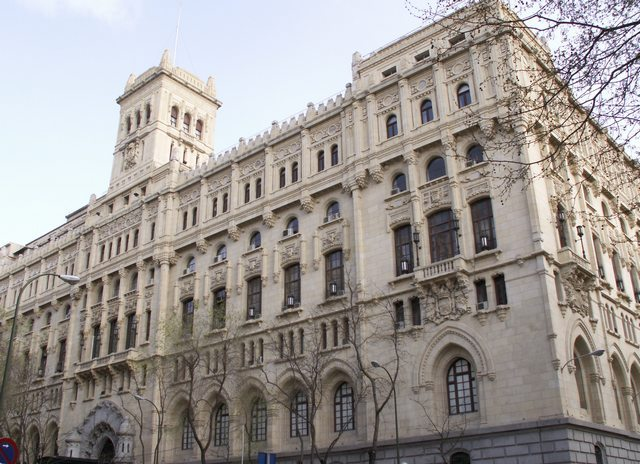
El Cuartel General de la Armada, antigua sede del extinto Ministerio de Marina, en el Paseo del Prado de Madrid.

El Ministerio de Marina fue el departamento ministerial encargado de la Armada en España, y existió en varias épocas de la historia, la última entre 1939 y 1977.
Procedente del Despacho de Marina, que modificó su denominación mediante el Real Decreto de 20 de septiembre de 1851, fue dos veces eliminado; sería restaurado por el general Franco al finalizar la guerra civil española en 1939 por Ley de 8 de agosto de 1939, cuya organización y funciones quedaron delimitadas por Decreto de 1 de septiembre de 1939.
Existió hasta 1977, año en que se suprimió con el R. D. 1558/1977, de 4 de julio, cuando el presidente del gobierno Adolfo Suárez creó el Ministerio de Defensa, que integró a los ministerios del Aire, Ejército y Marina, durante la Transición política, tras las primeras elecciones generales.

## Edificio
En un primer momento el Ministerio de Marina tuvo su sede en el Palacio de Godoy, junto con los Ministerios de Hacienda, Justicia y Guerra, por lo que dicho palacio era conocido como Casa de los Ministerios.  Sin embargo, cuando llegó el siglo XX el edificio se encontraba ya en estado ruinoso.
Por ello la sede del Ministerio de Marina pasó a ser el edificio situado en el Paseo del Prado de Madrid, construido entre 1925 y 1928, en terrenos pertenecientes a los Jardines del Buen Retiro, y que después se convirtió en el Cuartel General de la Armada. Parte de sus instalaciones son ocupadas por el Museo Naval de Madrid.

## Historia

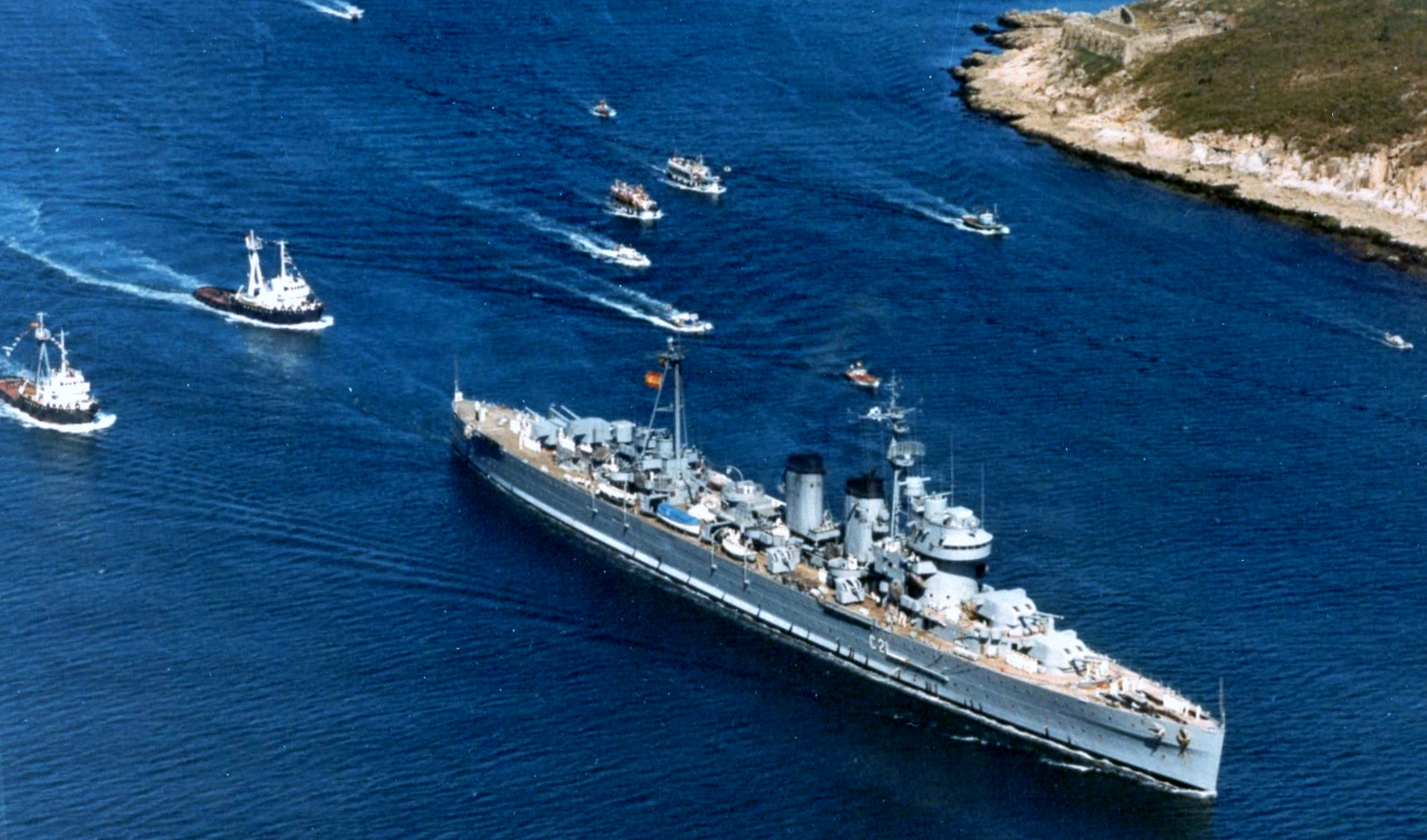
El crucero Canarias fue el buque insignia de la Armada española hasta su baja, en 1975.

Mediante el Real Decreto de 20 de septiembre de 1851, las llamadas Secretarías de Estado y Despacho, pasaron oficialmente a ser llamadas Ministerios. La cartera de Marina se mantuvo en la II República con sus competencias tradicionales, excepto con el Gobierno de Largo Caballero en que pasó a denominarse Ministerio de Marina y Aire, que posteriormente se fusionó con el de Guerra para crear el Ministerio de Defensa.
Después de la guerra civil española fue restaurado. Hasta el 4 de julio de 1977 el franquismo mantuvo tres carteras ministeriales para dirigir las Fuerzas Armadas: Ministerio del Ejército, Ministerio de Marina y Ministerio del Aire. Esta distribución le resultaba interesante a Franco para coordinar uno de los pilares de su régimen, el militar. De esta forma cada ministerio regía el Ejército de Tierra, la Armada y el Ejército del Aire, y daba a su gabinete con los tres ministerios una destacada presencia militar. Y además, hay que tener en cuenta que tanto el Ministerio de Marina, como el Ministerio del Aire, tenían las competencias sobre la marina mercante y la aviación comercial respectivamente, lo que daba a los militares mucho mayor poder todavía.
Tras la Guerra Civil, las Fuerzas Armadas Españolas estuvieron muy mal organizadas y aún menos preparadas para ninguna otra acción que no fuese reprimir insurrecciones locales. Así, los militares ensalzaban las virtudes del caballo frente a los carros de combate y el valor frente al equipamiento. Esta situación formaba parte de la política del régimen: un ejército moderno, bien formado y entrenado, requería el contacto con naciones democráticas, lo que podía llegar a ser peligroso para el régimen. Durante años calaron hondo en las Fuerzas Armadas. frases como la pronunciada por Franco que, ante el peligro de invasión, los españoles tenían el corazón y la cabeza para oponerse a los aviones, carros de combate, destructores y acorazados... en el fondo anhelaban el equipamiento de otras naciones.
Por otra parte, las posibilidades de poseer tecnología punta internamente eran muy escasas, y más aún en el exterior ya que sólo en contadas ocasiones España tenía acceso a armas y sistemas de armas relativamente modernos.
Estas dos causas hacían que España contara con una Armada muy obsoleta, desde el punto de vista de los estándares europeos.
La situación fue mejorando paulatinamente desde mediados de los años 50, cuando la presión de otros países por mantener a España aislada fue disminuyendo. Así en 1954, en la cúpula de la dictadura franquista ya se sospechaba que las naciones occidentales y en especial Estados Unidos necesitaban de España en la Guerra Fría y les permitirían adquirir y construir armamentos modernos, además de darle facilidades financieras.
Hasta los años 50, los buques de los que disponía la Armada Española tenían una tecnología similar a la de las armadas de la Segunda Guerra Mundial. Lo mismo sucedía con los aviones del Ejército del Aire Español.
El año 1953, en plena guerra fría, ante el peligro de un ataque soviético contra los Estados Unidos por el Mediterráneo, los gobiernos de España y Estados Unidos firmaron unos acuerdos conocidos como "Pactos de Madrid" a partir de los cuales se instalan bases estadounidenses en España, bajo pabellón español y con algunas zonas exclusivas para cada nación, varias bases de utilización conjunta hispano-norteamericana, en las que los contactos entre militares españoles y norteamericanos fueron continuos. A raíz de esos acuerdos, se modernizaron hasta 30 buques de la Armada española. Además, desde 1954, Estados Unidos prestó a la Armada española una serie de buques que, en su mayoría, debían recoger los marinos españoles en puertos norteamericanos. Al mismo tiempo, el Ejército del Aire empieza a recibir aviones modernos. Así, en la década de los 50 llegan los Grumman Albatross, los Sabre y los T-33, entre otros. En los años 60 llegó el turno de los Starfighter y los Caribou, y en los 70 de los Phantom y F-5, todos ellos aviones modernos en su época. La entrega de esos buques y aviones se hizo mayoritariamente en Estados Unidos, donde también se impartieron los cursos de adiestramiento para capacitar a los militares españoles en el empleo de esas nuevas armas, lo que implicó estancias en Estados Unidos de meses, y en algunos casos, de más de un año.
Estos contactos, junto a la naturaleza misma de la actividad naval y aérea, que implica el contacto con el exterior, hizo que aviadores y marinos españoles adquiriesen un buen nivel tecnológico y se convenciesen de que las programaciones y planes a largo plazo, así como un desarrollo militar autónomo, eran una necesidad.
En 1964 nació el PLANGENAR, que estuvo vigente hasta mediados de los 80, tras su última revisión de 1976.

## Ministros titulares e interinos
Durante su existencia, la cartera del Ministerio de Marina estuvo ocupada por los siguientes ministros (se excluyen los ocasionales y sustituciones):

### José I, Fernando VII e Isabel II
- Francisco Gil de Taboada y Lemos (1 de marzo de 1808–2 de junio de 1808)[13]
- Antonio de Escaño (15 de octubre de 1808–10 de enero de 1810)[13]
- Gabriel Císcar Císcar (31 de enero de 1810–1 de noviembre de 1810)[13]
- José de Mazarredo y Salazar (2 de junio de 1808–29 de julio de 1812)[13]
- Gonzalo O'Farrill y Herrera (29 de julio de 1812–27 de junio de 1813)[13]
- José Vázquez Figueroa (23 de junio de 1812–18 de abril de 1813)[13]
- Francisco de Paula Ossorio y Vargas (18 de abril de 1813–29 de mayo de 1814)[13]
- Luis María Salazar y Salazar (29 de mayo de 1814–27 de enero de 1816)[13]
- José Vázquez Figueroa (27 de enero de 1816–14 de septiembre de 1818)[13]
- Baltasar Hidalgo de Cisneros (14 de septiembre de 1818–13 de junio de 1819)[13]
- José María de Alós y de Mora (13 de junio de 1819–9 de marzo de 1820)[13]
- Luis María Salazar y Salazar (9 de marzo de 1820–6 de abril de 1820)[13]
- Juan Jabat Aztal (6 de abril de 1820–2 de marzo de 1821)[13]
- Diego Méndez de la Vega Infanzón (2 de marzo de 1821–4 de marzo de 1821)[13]
- Francisco de Paula Escudero (4 de marzo de 1821–18 de enero de 1822)[13]
- Francisco de Paula Ossorio y Vargas (18 de enero de 1822–28 de febrero de 1822)[13]
- Jacinto de Romarate Salamanca (28 de febrero de 1822–5 de agosto de 1822)[13]
- Dionisio Capaz Rendón (5 de agosto de 1822–28 de febrero de 1823)[13]
- Ramón Lorenzo Romay Jiménez de Cisneros (28 de febrero de 1823–20 de abril de 1823)[13]
- Antonio Campuzano (15 de mayo de 1823–18 de mayo de 1823)[13]
- Francisco de Paula Ossorio y Vargas (18 de mayo de 1823–30 de septiembre de 1823)[13]
- Luis María Salazar y Salazar (27 de mayo de 1823–15 de octubre de 1832)[13]
- Francisco Javier Ulloa (15 de octubre de 1832–25 de marzo de 1833)[13]
- José de la Cruz (25 de marzo de 1833–16 de noviembre de 1833)[13]
- Antonio Remón Zarco del Valle y Huet (16 de noviembre de 1833–15 de enero de 1834)[13]
- José Vázquez Figueroa (15 de enero de 1834–13 de junio de 1835)[13]
- Miguel Ricardo Álava Esquivel (13 de junio de 1835–28 de agosto de 1835)[13]
- José Sartorio (28 de agosto de 1835–14 de septiembre de 1835)[13]
- Juan Álvarez Mendizábal (14 de septiembre de 1835–2 de mayo de 1836)[13]
- José María Chacón Sarraoa (2 de mayo de 1836–15 de mayo de 1836)[13]
- Antonio Alcalá Galiano (15 de mayo de 1836–14 de agosto de 1836)[13]
- Miguel Moreno (14 de agosto de 1836–18 de agosto de 1836)[13]
- Andrés García Camba (18 de agosto de 1836–11 de septiembre de 1836)[13]

Pasó a denominarse Ministerio de Marina, Comercio Y Gobernación de Ultramar
- Ramón Gil de la Cuadra (11 de septiembre de 1836–18 de agosto de 1837)[13]
- Evaristo Fernández San Miguel Valledor (18 de agosto de 1837–1 de octubre de 1837)[13]
- Francisco Javier Ulloa (1 de octubre de 1837–16 de diciembre de 1837)[13]
- Manuel de Cañas-Trujillo y Sánchez (16 de diciembre de 1837–6 de septiembre de 1838)[13]
- Juan Antonio Aldama Irabien (6 de septiembre de 1838–9 de octubre de 1838)[13]
- José Antonio Ponzoa Cebrián (9 de octubre de 1838–6 de diciembre de 1838)[13]
- José María Chacón Sarraoa (6 de diciembre de 1838–10 de mayo de 1839)[13]
- Casimiro Vigodet Guernica (10 de mayo de 1839–12 de junio de 1839)[13]
- José Primo de Rivera (12 de junio de 1839–21 de octubre de 1839)[13]
- Isidro Alaix (21 de octubre de 1839–30 de octubre de 1839)[13]
- Francisco Narváez (30 de octubre de 1839–16 de noviembre de 1839)[13]
- Manuel Montes de Oca (16 de noviembre de 1839–8 de abril de 1840)[13]
- Juan de Dios Sotelo Machín (8 de abril de 1840–18 de julio de 1840)[13]
- Francisco Armero y Fernández de Peñaranda (18 de julio de 1840–11 de septiembre de 1840)[13]
- Dionisio Capaz Rendón (11 de septiembre de 1840–16 de septiembre de 1840)[13]
- Joaquín de Frías (16 de septiembre de 1840–20 de mayo de 1841)[13]
- Andrés García Camba (21 de mayo de 1841–25 de mayo de 1842)[13]
- Evaristo Fernández San Miguel Valledor (26 de mayo de 1842–17 de junio de 1842)[13]
- Dionisio Capaz Rendón (17 de junio de 1842–9 de mayo de 1843)[13]
- Joaquín de Frías (9 de mayo de 1843–19 de mayo de 1843)[13]
- Olegario de los Cuetos y Castro (19 de mayo de 1843–30 de julio de 1843)[13]
- Joaquín de Frías (23 de julio de 1843–1 de diciembre de 1843)[13]
- José Filiberto Portillo (5 de diciembre de 1843–3 de mayo de 1844)[13]
- Francisco Armero y Fernández de Peñaranda (3 de mayo de 1844–12 de febrero de 1846)[13]
- Juan Bautista Topete y Viaña (12 de febrero de 1846–16 de marzo de 1846)[13]
- Manuel de la Pezuela y Lobo-Cabrilla (16 de marzo de 1846–3 de abril de 1846)[13]
- Jorge Pérez Lasso de la Vega (3 de abril de 1846–5 de abril de 1846)[13]
- Francisco Armero y Fernández de Peñaranda (5 de abril de 1846–28 de enero de 1847)[13]

Pasó a denominarse Ministerio de Marina y Gobernación de Ultramar
- José Baldasano (28 de enero de 1847–15 de febrero de 1847)[13]

Paso de nuevo a la denominación de Ministerio de Marina
- Alejandro Oliván Borruel (15 de febrero de 1847–28 de marzo de 1847)[13]
- Juan de Dios Sotelo Machín (28 de marzo de 1847–4 de octubre de 1847)[13]
- Fernando Fernández de Cordova Valcárcel (5 de octubre de 1847–24 de octubre de 1847)[13]
- Manuel Bertrán de Lis y Ribes, (24 de octubre de 1847–24 de diciembre de 1847)[13]
- Mariano Roca de Togores Carrasco (24 de diciembre de 1847–19 de octubre de 1849)[13]
- José María Bustillo Barreda (19 de octubre de 1849–20 de octubre de 1849)[13]
- Mariano Roca de Togores Carrasco (20 de octubre de 1849–14 de enero de 1851)[13]
- José María Bustillo Barreda (14 de enero de 1851–2 de junio de 1851)[13]
- Francisco Armero y Fernández de Peñaranda (2 de junio de 1851–3 de mayo de 1852)[13]
- Casimiro Vigodet Guernica (3 de mayo de 1852–13 de junio de 1852)[13]
- Joaquín Ezpeleta Enrile (13 de junio de 1852–14 de diciembre de 1852)[13]
- Rafael Arístegui y Vélez (14 de diciembre de 1852–14 de abril de 1853)[13]
- Antonio Doral (14 de abril de 1853–9 de septiembre de 1853)[13]
- Agustín Esteban Collantes (9 de septiembre de 1853–19 de septiembre de 1853)[13]
- Mariano Roca de Togores y Carrasco (19 de septiembre de 1853–17 de julio de 1854)[13]
- Ángel Saavedra Ramírez de Baquedano (18 de julio de 1854–20 de julio de 1854)[13]
- José Félix Allende-Salazar Mazarredo (30 de julio de 1854–8 de diciembre de 1854)[13]
- Antonio Santa Cruz (8 de diciembre de 1854–14 de julio de 1856)[13]
- Pedro Bayarri (14 de julio de 1856–12 de octubre de 1856)[13]
- Francisco Lersundi Hormaechea (12 de octubre de 1856–15 de octubre de 1857)[13]
- Juan Salomón y Catters (15 de octubre de 1857–25 de octubre de 1857)[13]
- José María Bustillo Barreda (25 de octubre de 1857–14 de enero de 1858)[13]
- José María Quesada y Bardalonga (14 de enero de 1858–25 de noviembre de 1858)[13]
- Leopoldo O'Donnell Joris (25 de noviembre de 1858–27 de noviembre de 1858)[13]
- José MacCrohon y Blake (27 de noviembre de 1858–9 de julio de 1860)[13]
- Juan Zavala de la Puente (9 de julio de 1860–17 de enero de 1863)[13]
- José María Bustillo Barreda (17 de enero de 1863–27 de enero de 1863)[13]
- Augusto Ulloa (9 de febrero de 1863–2 de marzo de 1863)[13]
- Francisco Mata Alós (3 de marzo de 1863–17 de enero de 1864)[13]
- Joaquín Gutiérrez Rubalcaba Casal (17 de enero de 1864–1 de marzo de 1864)[13]
- José Pareja Septién (1 de marzo de 1864–16 de septiembre de 1864)[13]
- Francisco Armero y Fernández de Peñaranda (16 de septiembre de 1864–21 de junio de 1865)[13]
- Juan Zavala de la Puente (21 de junio de 1865–10 de julio de 1866)[13]
- Eusebio Calonge (10 de julio de 1866–13 de julio de 1866)[13]
- Joaquín Gutiérrez Rubalcaba Casal (13 de julio de 1866–27 de junio de 1867)[13]
- Martín Belda (27 de junio de 1867–11 de febrero de 1868)[13]
- Carlos Marfori (11 de febrero de 1868–13 de febrero de 1868)[13]
- Severo Catalina del Amo (13 de febrero de 1868–23 de abril de 1868)[13]
- Martín Belda (23 de abril de 1868–19 de septiembre de 1868)[13]
- José Gutiérrez de la Concha (19 de septiembre de 1868–21 de septiembre de 1868)[13]
- Antonio Estrada González Guiral (21 de septiembre de 1868–8 de octubre de 1868)[13]

### Junta Provisional, Regencia y Amadeo I
- Juan Bautista Topete y Carballo (8 de octubre de 1868–6 de noviembre de 1869)[13]
- Juan Prim y Prats (6 de noviembre de 1869–9 de enero de 1870)[13]
- Juan Bautista Topete y Carballo (9 de enero de 1870–20 de marzo de 1870)[13]
- José María Beránger Ruiz de Apodaca (20 de marzo de 1870–5 de octubre de 1871)[13]
- José Malcampo y Monge (5 de octubre de 1871–26 de mayo de 1872)[13]
- Juan Bautista Topete y Carballo (26 de mayo de 1872–13 de junio de 1872)[13]
- José María Beránger Ruiz de Apodaca (13 de junio de 1872–24 de febrero de 1873)[13]

### Primera República
- Jacobo Oreyro y Villavicencio (24 de febrero de 1873–11 de junio de 1873)[13]
- Federico Anrich Santamaría (11 de junio de 1873–18 de julio de 1873)[13]
- Jacobo Oreyro y Villavicencio (18 de julio de 1873–4 de septiembre de 1873)[13]
- José Oreyro y Villavicencio (4 de septiembre de 1873–3 de enero de 1874)[13]
- Juan Bautista Topete y Carballo (3 de enero de 1874–13 de mayo de 1874)[13]
- Rafael Rodríguez de Arias Villavicencio (13 de mayo de 1874–31 de diciembre de 1874)[13]

### Restauración borbónica
- Mariano Roca de Togores Carrasco (31 de diciembre de 1874–9 de febrero de 1875)[13]
- Antonio Cánovas del Castillo (9 de febrero de 1875–8 de junio de 1875)[13]
- Santiago Durán Lira (8 de junio de 1875–1 de abril de 1876)[13]
- Juan Bautista Antequera y Bobadilla (1 de abril de 1876–23 de septiembre de 1877)[13]
- Francisco de Paula Pavía y Pavía (23 de septiembre de 1877–9 de diciembre de 1879)[13]
- Santiago Durán Lira (9 de diciembre de 1879–8 de febrero de 1881)[13]
- Francisco de Paula Pavía Pavía (8 de febrero de 1881–9 de enero de 1883)[13]
- Arsenio Martínez-Campos Antón (9 de enero de 1883–13 de enero de 1883)[13]
- Rafael Rodríguez de Arias Villavicencio (13 de enero de 1883–13 de octubre de 1883)[13]
- Carlos Valcárcel Usell de Gimbarda (13 de octubre de 1883–18 de enero de 1884)[13]
- Juan Bautista Antequera y Bobadilla (18 de enero de 1884–13 de julio de 1885)[13]
- Manuel de la Pezuela y Lobo (13 de julio de 1885–27 de noviembre de 1885)[13]
- José María Beránger Ruiz de Apodaca (27 de noviembre de 1885–10 de octubre de 1886)[13]
- Rafael Rodríguez de Arias Villavicencio (10 de octubre de 1886–21 de enero de 1890)[13]
- Juan Romero Moreno (21 de enero de 1890–5 de julio de 1890)[13]
- José María Beránger Ruiz de Apodaca (5 de julio de 1890–5 de noviembre de 1891)[13]
- Antonio Cánovas del Castillo (5 de noviembre de 1891–23 de noviembre de 1891)[13]
- Florencio Montojo Trillo (23 de noviembre de 1891–11 de marzo de 1892)[13]
- José María Beránger Ruiz de Apodaca (11 de marzo de 1892–11 de diciembre de 1892)[13]
- José López Domínguez (11 de diciembre de 1892–14 de diciembre de 1892)[13]
- Pascual Cervera y Topete (14 de diciembre de 1892–23 de marzo de 1893)[13]
- Manuel Pasquín de Juan (12 de marzo de 1894–23 de marzo de 1895)[13]
- José María Beránger Ruiz de Apodaca (23 de marzo de 1895–4 de octubre de 1897)[13]
- Segismundo Bermejo y Merelo (4 de octubre de 1897–18 de mayo de 1898)[13]
- Ramón Auñón y Villalón (18 de mayo de 1898–4 de marzo de 1899)[13]
- José Gómez-Imaz Simón (5 de marzo de 1899–18 de abril de 1900)[13]
- Francisco Silvela Le Vielleuze (18 de abril de 1900–23 de octubre de 1900)[13]
- Marcelo Azcárraga Palmero (23 de octubre de 1900–31 de octubre de 1900)[13]
- José Ramos Izquierdo y Castañeda (31 de octubre de 1900–6 de marzo de 1901)[13]
- Cristóbal Colón de la Cerda (6 de marzo de 1901–6 de diciembre de 1902)[13]
- Joaquín Sánchez de Toca Calvo (6 de diciembre de 1902–20 de julio de 1903)[13]
- Eduardo Cobián y Roffignac (20 de julio de 1903–5 de diciembre de 1903)[13]
- José Ferrándiz y Niño (5 de diciembre de 1903–16 de diciembre de 1904)[13]
- Marcelo Azcarraga Palmero (16 de diciembre de 1904–6 de enero de 1905)[13]
- Eduardo Cobián y Roffignac (6 de enero de 1905–23 de junio de 1905)[13]
- Miguel Villanueva Gómez (23 de junio de 1905–31 de octubre de 1905)[13]
- Valeriano Weyler Nicolau (31 de octubre de 1905–1 de diciembre de 1905)[13]
- Víctor María Concas Palau (4 de diciembre de 1905–6 de julio de 1906)[13]
- Juan Alvarado del Saz (6 de julio de 1906–30 de noviembre de 1906)[13]
- Santiago Alba Bonifaz (30 de noviembre de 1906–4 de diciembre de 1906)[13]
- Juan Jácome Pareja (9 de diciembre de 1906–25 de enero de 1907)[13]
- José Ferrándiz y Niño (25 de enero de 1907–21 de octubre de 1909)[13]
- Víctor María Concas Palau (21 de octubre de 1909–9 de febrero de 1910)[13]
- Diego Arias de Miranda Goytia (9 de febrero de 1910–3 de abril de 1911)[13]
- José Pidal Rebollo (3 de abril de 1911–31 de diciembre de 1912)[13]
- Amalio Gimeno y Cabañas (31 de diciembre de 1912–27 de octubre de 1913)[13]
- Augusto Miranda y Godoy (27 de octubre de 1913–11 de junio de 1917)[13]
- Manuel de Flórez y Carrió (11 de junio de 1917–3 de noviembre de 1917)[13]
- Amalio Gimeno y Cabañas (3 de noviembre de 1917–22 de marzo de 1918)[13]
- José Pidal Rebollo (22 de marzo de 1918–20 de julio de 1918)[13]
- Augusto Miranda y Godoy (20 de julio de 1918–9 de noviembre de 1918)[13]
- José María Chacón y Pery (9 de noviembre de 1918–15 de abril de 1919)[13]
- Augusto Miranda y Godoy (15 de abril de 1919–20 de julio de 1919)[13]
- Manuel de Flórez y Carrió (20 de julio de 1919–17 de marzo de 1920)[13]
- Eduardo Dato Iradier (5 de mayo de 1920-8 de marzo de 1921)[13]
- Joaquín Fernández Prida (13 de marzo de 1921-14 de agosto de 1921)[13]
- José Gómez Acebo  (14 de agosto de 1921-8 de marzo de 1922)[13]
- Mariano Ordóñez García (8 de marzo de 1922-1 de abril de 1922)[13]
- José Rivera Álvarez de Canero (1 de abril de 1922-7 de diciembre de 1922)[13]
- Luis Silvela Casado (7 de diciembre de 1922-16 de diciembre de 1923)[13]
- Juan Bautista Aznar-Cabañas (16 de febrero de 1923-15 de septiembre de 1923)[13]

### Miguel Primo de Rivera y Dámaso Berenguer
- Gabriel Antón Iboleón (15 de septiembre de 1923–5 de febrero de 1924)[13]
- Federico Ibáñez Valera (5 de febrero de 1924–12 de febrero de 1924)[13]
- Ignacio Pintado Gough (12 de febrero de 1924–25 de mayo de 1924)[13]
- Honorio Cornejo Carvajal (25 de mayo de 1924–3 de noviembre de 1928)[13]
- Mateo García de Los Reyes (3 de noviembre de 1928–30 de enero de 1930)[13]
- Salvador Carvia Caravaca (30 de enero de 1930–18 de febrero de 1931)[13]
- José Rivera Álvarez de Canero (19 de febrero de 1931–14 de abril de 1931)[13]

### Segunda República
- Santiago Casares Quiroga (14 de abril de 1931–14 de octubre de 1931)[13]
- José Giral Pereira (14 de octubre de 1931–12 de junio de 1933)[13]
- Lluís Companys Jover (12 de junio de 1933–12 de septiembre de 1933)[13]
- Vicente Iranzo Enguita (12 de septiembre de 1933–8 de octubre de 1933)[13]
- Leandro Pita Romero (8 de octubre de 1933–16 de diciembre de 1933)[13]
- Juan José Rocha García (16 de diciembre de 1933–23 de enero de 1935)[13]
- Gerardo Abad Conde (23 de enero de 1935–3 de abril de 1935)[13]
- Francisco Javier de Salas González (3 de abril de 1935–6 de mayo de 1935)[13]
- Antonio Royo Villanova (6 de mayo de 1935– 25 de septiembre de 1935)[13]
- Pedro Rahola Molinas (25 de septiembre de 1935–14 de diciembre de 1935)[13]
- Francisco Javier de Salas González (14 de diciembre de 1935–30 de diciembre de 1935)[13]
- Antonio Azarola Gresillón (30 de diciembre de 1935–19 de febrero de 1936)[13]
- José Giral Pereira (19 de febrero de 1936–22 de agosto de 1936)[13]
- Francisco Matz Sánchez (22 de agosto de 1936–4 de septiembre de 1936)[13]

Pasa a denominarse Ministerio de Marina y Aire
- Indalecio Prieto Tuero, (4 de septiembre de 1936–17 de mayo de 1937)[13]

Se integra en el Ministerio de Defensa Nacional

### Época de Franco
- Salvador Moreno Fernández (9 de agosto de 1939–20 de julio de 1945)[14]
- Francisco Regalado Rodríguez (20 de julio de 1945–19 de julio de 1951)[14]
- Salvador Moreno Fernández (19 de julio de 1951–25 de febrero de 1957)[14]
- Felipe José Abárzuza Oliva (25 de febrero de 1957–10 de julio de 1962)[14]
- Pedro Nieto Antúnez (10 de julio de 1962–29 de octubre de 1969)[14]
- Adolfo Baturone Colombo (29 de octubre de 1969–11 de junio de 1973)[14]
- Gabriel Pita da Veiga y Sanz (11 de junio de 1973–12 de diciembre de 1975)[14]

### Transición democrática
- Gabriel Pita da Veiga y Sanz (12 de diciembre de 1975–14 de abril de 1977)[14]

- Pascual Pery Junquera (14 de abril de 1977–4 de julio de 1977)[14]

Se integra en el Ministerio de Defensa.